# تیگران کوتانجیان
تیگران کوتانجیان (ارمنی: Տիգրան Քոթանջյան؛ زادهٔ ۱ سپتامبر ۱۹۸۱ در ایروان) شطرنج‌باز اهل ارمنستان است که در سال ۲۰۰۳ استاد بین‌المللی و در سال ۲۰۰۶ عنوان استادبزرگ توسط فیده به وی اعطا گردید. وی در سال ۲۰۱۴ در ۷۴مین دوره مسابقات قهرمانی شطرنج ارمنستان به مقام نخست دست یافت.
| به‌دلیل برخی مشکلات فنی، نمودارها موقتاً قابل مشاهده نیستند. اطلاعات بیشتر پیرامون این مشکل در فابریکاتور و وبگاه مدیاویکی در دسترس است. | |
| | به‌دلیل برخی مشکلات فنی، نمودارها موقتاً قابل مشاهده نیستند. اطلاعات بیشتر پیرامون این مشکل در فابریکاتور و وبگاه مدیاویکی در دسترس است. |